# Concert du nouvel an 2024 à Vienne
Le concert du nouvel an 2024 de l'orchestre philharmonique de Vienne, qui a lieu le 1er janvier 2024, est le 84e concert du nouvel an donné au Musikverein, à Vienne, en Autriche.
Le 1er janvier 2023, l’orchestre philharmonique de Vienne communique le nom du chef qui dirigera le concert à venir : il s'agit pour la seconde fois de l'Allemand Christian Thielemann,,,, cinq ans après sa dernière apparition.
Le programme est annoncé le 10 octobre 2023. À l'occasion du 200e anniversaire de sa naissance, une œuvre d'Anton Bruckner est jouée pour la première fois, toute comme la moitié des dix-huit pièces de ce concert.

## Programme

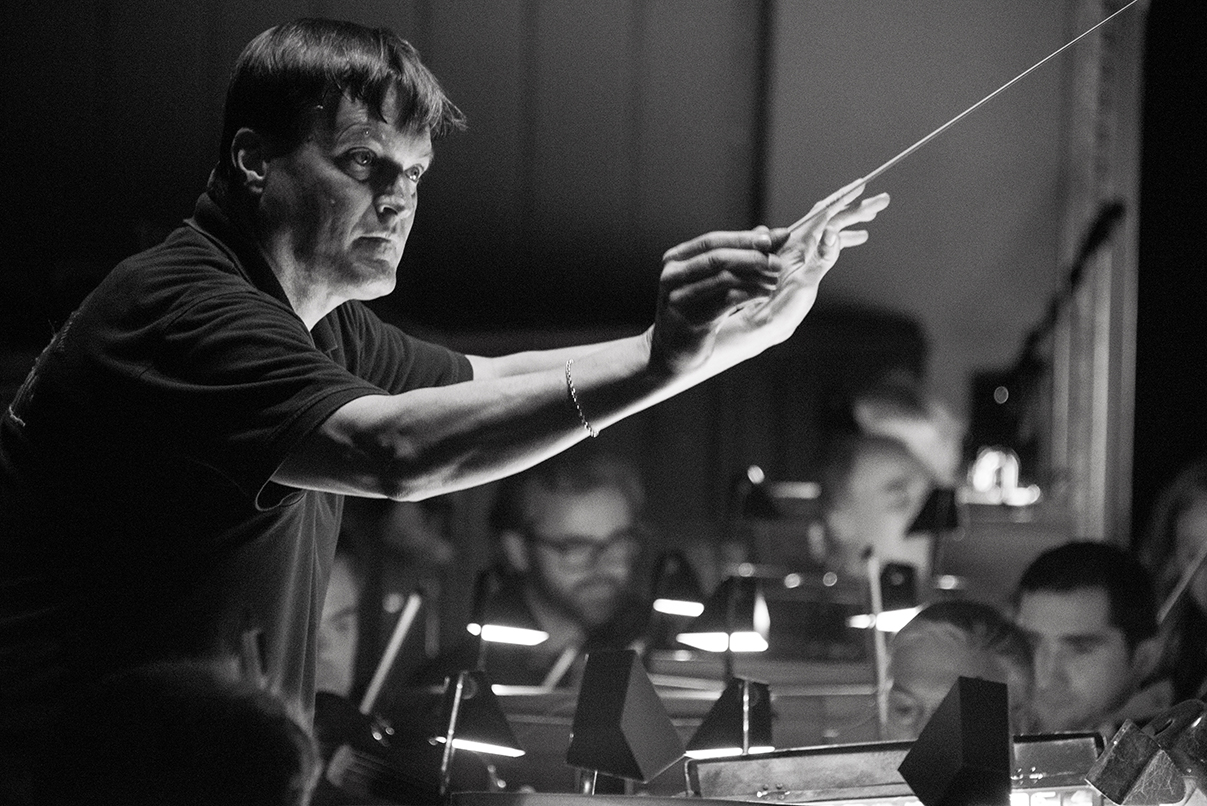
Le chef Christian Thielemann (en 2015).

Les pièces suivies d'un astérisque (*) sont jouées pour la première fois.

### Première partie
1. Karel Komzák : Erzherzog Albrecht-Marsch, marche, op. 136*
2. Johann Strauss II : Wiener Bonbons, valse, op. 307
3. Johann Strauss II : Figaro-Polka, polka française, op. 320*
4. Josef Hellmesberger II : Für die ganze Welt, valse*
5. Eduard Strauss : Ohne Bremse, polka rapide, op. 238

### Deuxième partie
1. Johann Strauss II : Ouverture de l'opérette Waldmeister
2. Johann Strauss II : Ischler-Walzer, valse, op. posthume*
3. Johann Strauss II : Nachtigall-Polka, polka rapide, op. 222*
4. Eduard Strauss : Die Hochquelle, polka-mazurka, op. 114*
5. Johann Strauss II : Neue-Pizzicato-Polka, polka, op. 449
6. Josef Hellmesberger II : Estudiantina-Polka, polka, extrait du ballet La Perle d'Ibérie*
7. Carl Michael Ziehrer : Wiener Bürger, valse, op. 419
8. Anton Bruckner : Quadrille, WAB.121, arrangements de W. Dörner*
9. Hans Christian Lumbye : Glædeligt Nytår, galop*
10. Josef Strauss : Delirien-Walzer, valse, op. 212

### Rappels
1. Josef Strauss : Jokey-Polka, polka rapide, op. 278
2. Johann Strauss II : Le Beau Danube bleu, valse, op. 314
3. Johann Strauss : Marche de Radetzky, marche, op. 228

## Musiciens
- Christian Thielemann, chef d'orchestre
- Orchestre philharmonique de Vienne
- Albena Danailova (bg), Daniel Froschauer, violons
- Karin Bonelli (de), flûte
- Andrea Götsch, Gregor Hinterreiter, clarinette
- Anneleen Lenaerts, harpe[6]